# Клазомени
38°21′29.4″ пн. ш. 26°46′3.3″ сх. д. / 38.358167° пн. ш. 26.767583° сх. д.
Клазомени (грец. Κλαζομενές) — одне з дванадцяти іонійських міст західного берега Малої Азії. Географічно розташоване поблизу затоки Ізмір, де нині існує місто Урла.
Пізніше із засновниками міста іонійцями з'єдналися дорійські вихідці з Арголіди. У 6 ст. до н.е. мешканці Клазомен, побоюючись персів, переселились на протилеглий маленький острів Айос Іоанніс, який Александр Великий з'єднав насипом з материковою частиною міста.
Найвідомішим уродженцем міста Клазомени є давньогрецький філософ Анаксагор.